# Thomas Finck (Fußballspieler)
Thomas Finck (* 11. August 1969 in Rostock) ist ein deutscher Fußballtrainer und ehemaliger Fußballspieler.

## Karriere als Spieler
Thomas Finck begann 1976 in der Jugendabteilung von Hansa Rostock mit dem Fußballspielen. Als Jugend-Nationalspieler belegte Finck mit der Auswahl der DDR 1986 den vierten Platz bei der U-16-Europameisterschaft und bestritt insgesamt 18 Jugendländerspiele. 1989/90 wurde Finck mit Rostock Jugendmeister der DDR und debütierte am 8. November 1989 für Hansa in der DDR-Oberliga, wo er in der Saison 1990/91 mit vier Einsätzen Anteil am Rostocker Titelgewinn hatte und ebenfalls FDGB-Pokal-Sieger wurde (vier Einsätze), allerdings ohne im Finale eingesetzt worden zu sein. Für die folgende erste Bundesligasaison des F.C. Hansa erhielt Finck keinen Vertrag und lief so bis 1993 für die zweite Mannschaft des F.C. Hansa auf, während er sich zum Bankkaufmann ausbilden ließ. Im Folgenden spielte Finck als Amateurfußballer für die Rostocker Vereine Polizei SV und SV Warnemünde. Mit Warnemünde spielte er am 14. August 1997 in der ersten Runde des DFB-Pokals gegen Borussia Dortmund und schied im Ostseestadion mit 0:8 aus.

## Karriere als Trainer
2000 kehrte Finck zum F.C. Hansa zurück und wurde dort Co-Trainer der zweiten Mannschaft der B-Jugend, 2001 Co-Trainer der ersten B-Jugend-Mannschaft und ab 2002 Cheftrainer der ersten B-Jugend-Mannschaft, mit der er in der Saison 2004/05 Vize-Jugendmeister wurde. Im August der Saison 2005/06 übernahm Finck daraufhin das Amt des Trainers der in der viertklassigen Oberliga Nordost spielenden zweiten Mannschaft Rostocks von Timo Lange, wurde in seiner ersten Saison Landespokalsieger Mecklenburg-Vorpommerns und in der Saison 2006/07 Vizemeister der Oberliga-Nordost-Staffel Nord. 2007/08 erreichte Hansas zweite Mannschaft unter Finck die Qualifikation zur infolge einer Ligenreform ab 2008/09 viertklassigen Regionalliga.
Am 8. März 2009 wurde Finck zum Co-Trainer der Rostocker Lizenzmannschaft, mit der er unter Trainer Andreas Zachhuber den Klassenerhalt in der Spielzeit 2008/09 der zweiten Bundesliga erreichte. Als Hansa in der Folgesaison 2009/10 erneut in Abstiegsgefahr geriet, löste er Zachhuber am 22. Februar 2010 als Chefcoach ab. Da er zu diesem Zeitpunkt allerdings erst im Besitz der A-Lizenz war und die Statuten der DFL vorschreiben, dass der Cheftrainer eines Zweitligisten die Fußballlehrerlizenz besitzen muss, wurde ihm nur eine Interimstätigkeit bis zum 15. März 2010 gestattet. So musste er nach nur drei Wochen das Amt des Cheftrainers an Marco Kostmann abgeben und wurde wiederum zum Co-Trainer bestimmt. Zum Saisonende stieg Hansa dennoch in die 3. Liga ab, woraufhin Kostmann den Verein verließ und Finck zum Scout beim F.C. Hansa wurde.
Im Juli 2011 löste Finck seinen Vertrag mit Hansa auf, um Co-Trainer bei Al Hilal in Saudi-Arabien zu werden, wo als Cheftrainer Thomas Doll eingeplant wurde. Am 22. Januar 2012 wurde er hier gemeinsam mit Doll nach der zweiten Niederlage im 18. Spiel entlassen. Im Februar 2013 kehrte Finck zum F.C. Hansa zurück und fungierte bis zum 31. Dezember 2014 als Sportlicher Leiter der Nachwuchsabteilung. Ab 1. Januar 2015 war Finck für den FC Ingolstadt 04 als Scout tätig, im August 2019 wurde ihm die Aufgabe als Chefscout/Kaderplaner übertragen. Zum 1. Juli 2022 wechselte Finck als Scout zur Profiabteilung des FC Schalke 04.
Seit dem 1. Juli 2024 ist Finck als Chefscout bei der Profiabteilung von Hansa Rostock im Einzsatz.